# Măgura (okręg Braszów)
Măgura – wieś w Rumunii, w okręgu Braszów, w gminie Moieciu. W 2011 roku liczyła 553 mieszkańców.